# Persoonia moscalii
Persoonia moscalii är en tvåhjärtbladig växtart som beskrevs av A.E. Orchard. Persoonia moscalii ingår i släktet Persoonia och familjen Proteaceae. Inga underarter finns listade i Catalogue of Life.